# 티베트 분열 시대

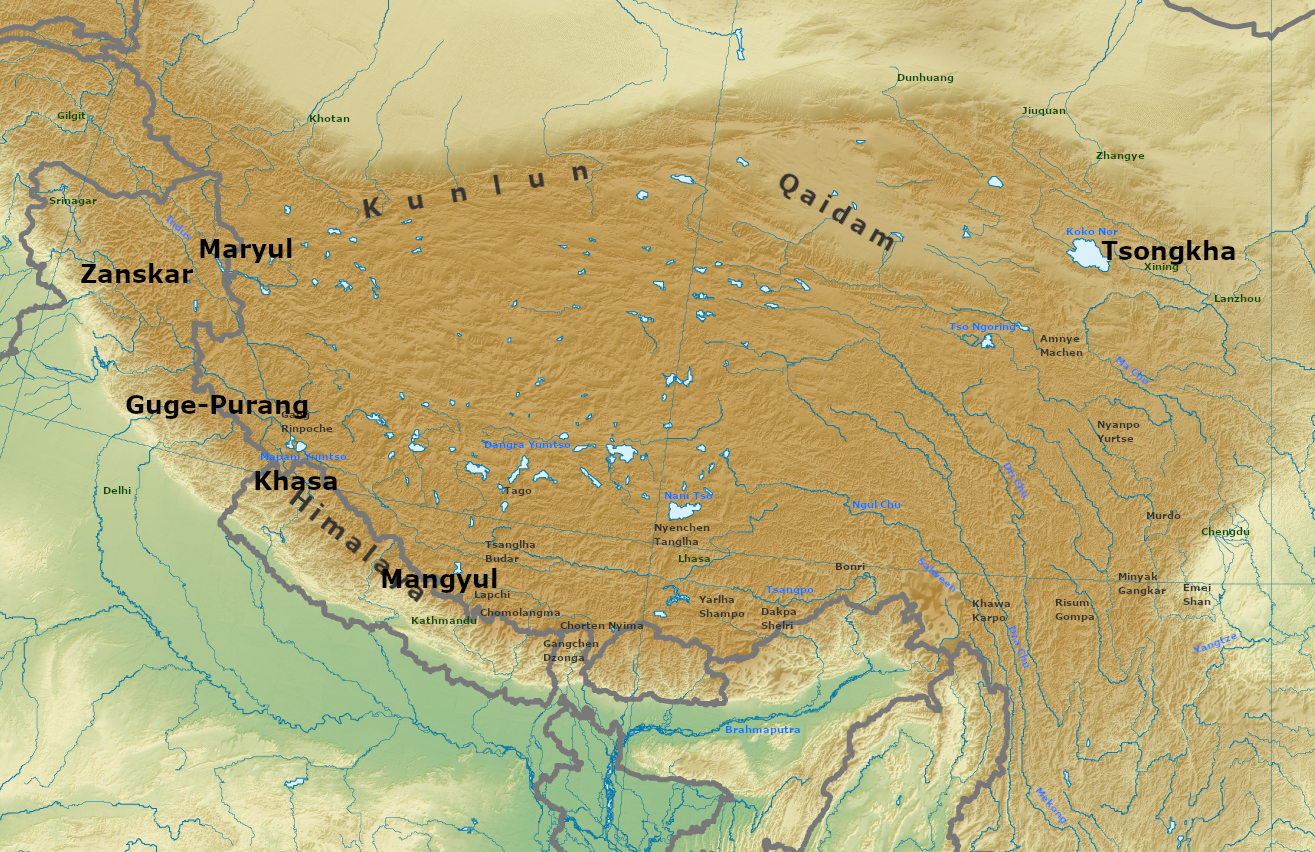
티베트 분열 시대에 등장한 주요 왕국들(푸랑-구게, 마르율, 잔스카르, 카사, 망율, 트송카)를 보여주는 지도.

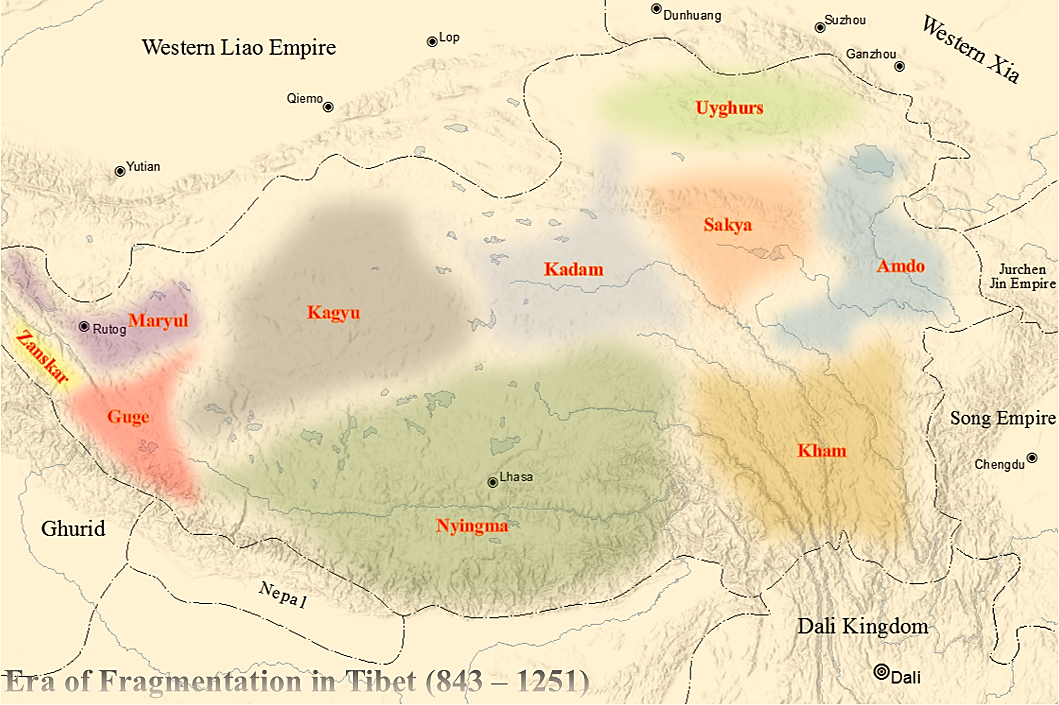
몽골 제국 출현 전야의 티베트 지도.

파편화의 시대(티베트문: སིལ་ཆད་དུ་འཆད་པ), 또는 티베트 분열 시대(중국어 정체자: 吐蕃分裂時期)는 토번의 마지막 군주였던 랑다르마가 842년 암살당한 이후 1253년 몽골에 복속한 드로곤 초그얄 파그파가
통일 티베트의 통치자가 될때까지 계속된, 티베트 지역이 여러 세력들로 나뉘어진 시기를 이르는 용어이다. 토번 제국으로 하여금 이루어졌던 티베트 지역의 정치적 통합은 랑다르마의 두 아들이었던 염탄(욤 브르탄)과 오성(오드-스룽) 간의 격렬한 내전 이후 완전히 산산조각이 났고, 이후 티베트 지역에서는 여러 잔당들과 지역 군벌들이 서로 경쟁하게 되었다.

## 내전과 토번 제국의 쇠퇴
토번 제국의 마지막 왕이었던 랑다르마는 842년에 라룽 펠기도르제라는 은둔 수도승에게 암살당했다. 이후 랑다르마의 아들이었던 염탄과 오성은 제국의 왕위를 놓고 내전을 일으켰다. 이로 인해 토번 왕의 권위는 심각하게 약화되었으며, 제국 전역에서는 곧 수많은 부족과 군소왕국들이 발흥했다. 그 와중에 오성은 티베트 서부 지역을, 염탄은 티베트 중심부를 장악했는데, 전자의 후계자들은 마르율 및 푸랑-구게, 잔스카르 등을 물려받아 그곳에 토착 왕국들을 세웠다.

## 반란과 자율성
중앙집권적인 제국이 해체되면서, 티베트 지역은 송첸캄포 이전의 모습 ㅡ 즉 여러 지방 군벌들에 의해 나뉘어진 수많은 군소 자치 왕국들이 난립했다. 이들은 각자의 사병을 거느리고 군사 요새를 건설하여 자신의 지배력 강화를 위해 끊임없이 싸웠다. 842년에서 1247년 사이에 티베트는 완전히 무정부상태였고 푸랑-구게, 데르게, 낭첸, 마르율(라다크와 루도크) 등 비교적 작은 왕국들이 여럿 등장했다. 1247년 이후 몽골이 이 지역을 정복하고, 원나라의 지배를 받는 도중에 샤카파가 권력을 잡으면서 분열기는 막을 내렸다.
이 시대의 전통적인 이야기들은 주로 종교에 초점을 맞추고 있다. 분열기는 티베트 불교 발전이 가장 더디게 이루어졌던 시대로서 묘사되며, 닝마파는 왕조들의 박해와 외부로의 망명과 같은 위협에 직면했다. 그들의 수도원은 오직 암도 지역에서만 존재했고, 10세기에 한 티베트 토착 왕조의 지배를 제외하면 이 기간 내도록 비(非)티베트 왕조들의 지배를 받았다고 여겨진다.
랑다르마의 짧은 통치 기간 동안 세명의 닝마파 수도승들이 단티그 산으로 몸을 숨겼는데, 이들의 가르침을 받은 무즈 셀바르(공파 랩셀 와일리: dgongs pa rab gsal이라고도 알려짐, 953~1035년))는 훗날 암도와 티베트 북동부에서 닝마파 및 티베트 불교의 재부흥에 크게 기여했다. 다시 그의 제자들은 티베트 중심부로 돌아와서 닝마파 티베트 불교 수도원을 건립하고 수도회 전통을 널리 전파했다.
오늘날 현대 역사학자들은 사실 티베트 불교가 이 시기에 널리 퍼져있었으며, 각 지역에서 할거한 왕조의 통치자들은 불교 수도원과 긴밀한 관계를 맺었다고 주장한다.

## 같이 보기
- 라다크 연대기
- 송나라-티베트 관계

### 설명주
1. ↑  다른 사료에서는 그가 겁에 질려서 사망했다고도 한다.[4][5]

### 인용주
1. ↑  Ryavec 2015, 60-61쪽.
2. ↑  Shakabpa 2010, 173쪽.
3. 1 2 3  van Schaik & Galambos 2011, 4쪽
4. ↑  Beckwith 1987, 168–169쪽.
5. ↑  Stein 1972, 70–71쪽
6. ↑  Samten Karmay in McKay 2003, 57쪽
7. 1 2 3 4  Shakabpa 2010, 177쪽
8. ↑  Petech 1977, 14–16쪽.
9. ↑  Mandala, "Derge", University of Virginia
10. ↑  Fisher, Margaret W.; Rose, Leo E.; Huttenback, Robert A. (1963). 《Himalayan Battleground: Sino-Indian Rivalry in Ladakh》. Praeger. 18쪽.[{{{설명}}}]
11. ↑  “dgongs pa rab gsal”. 《Tibetan Buddhist Resource Center》. Tibetan Buddhist Resource Center.